# Vampirefreaks.com
Vampirefreaks.com (surnommé "VF") est une communauté virtuelle pour les amateurs de mode gothique qui permet à ses membres de modifier leur profil personnel, d'afficher des photos, de poster des commentaires et de communiquer par voie de forum.
Bien que se voulant une communauté pour la « culture gothique industrielle », des usagers (des adolescents pour la plupart) issus des sous-cultures emo, metal, et d'autres convergent sur le site, totalisant plus d'un million de membres, soit, approximativement la moitié des membres.
Le 1er Février 2020, le forum tire sa dernière révérence et ferme leurs portes. Mais le site fonctionne toujours en tant que Boutique en ligne pour acheter des vêtements, accesoires ou autres.

## Membres criminels
Le site a fait les manchettes à plusieurs reprises à cause des actes criminels commis par certains de ses membres dont les liens avec le site ont été très médiatisés.
- Kimveer Gill, responsable de la fusillade au Collège Dawson à Montréal (Québec) en septembre 2006[2]
- Jasmine Richardson et Jeremy Steinke, responsables des meurtres de trois membres de la famille Richardson à Medicine Hat (Alberta) en avril 2006[3]
- Eric Fischer du Long Island, inculpé pour avoir utilisé VampireFreaks.com pour attirer des filles mineures pour se livrer à des actes sexuels dans un cimetière en avril 2006[4]
- Jeremy Thomas, qui a également utilisé le site pour piéger des filles d'âge mineur (juillet 2005)[5].

Les membres de la communauté réagissent très vivement à toute suggestion que le site attire et encourage les gens susceptibles de commettre des crimes violents. Le 21 septembre 2006, le site annonce qu'il lance une campagne de financement pour les enfants malades au Québec « afin que les jeunes réalisent que le mouvement gothique n'a rien d'effrayant et n'est pas composé de criminels dangereux, comme le prétendent certains ». Le site ne reçoit pas lui-même les fonds récoltés ; il demande à ses membres d'envoyer leur argent directement à la Fondation de l'Hôpital de Montréal pour enfants.